# 瑷珲直隶厅
瑷珲直隶厅，清朝末期设置的直隶厅，属于黑龙江省璦琿道。
光绪三十四年（1908年）七月裁撤瑷珲副都统，分瑷珲之地设置瑷珲直隶厅。驻在瑷珲城，即今黑龙江省黑河市爱辉区南瑷珲镇。瑷珲兵备道驻地就在瑷珲直隶厅。中华民国成立后，废除瑷珲直隶厅，设立瑷珲县。